# フラクタルキャノピー

左右の枝が異なる角度で分岐している非対称なフラクタル樹冠

分岐数を増やし、枝を曲線にしたより現実的な樹木

幾何学では、フラクタル樹冠はフラクタル木構造の一種であり、もっとも生成しやすいタイプのフラクタル図形である。その樹冠部は、線分の末端をより短い2つの線分に分岐し（対称2分木）、それらを同じように分岐することを無限に繰り返すことで生成される。 樹冠部の形状は、並行して分岐する枝の角度、および幹と枝の長さの比によって異なったものになる。
フラクタル樹冠は、以下のような3つの性質を満たさなければならない。
1. 隣接する2つの線分のなす角度は、フラクタル全体で一定であること。
2. 繋がった2つの線分の長さの比が一定であること。
3. 最も短い線分の端点すべてが互いに接続されている、すなわちこの図形全体が連結グラフになっていること

フラクタル樹冠と類似するものとして、人間の呼吸器系、樹木、血管、粘性指状現象、絶縁破壊、そして結晶が種から成長して結晶構造をなす様子などがある。

## H tree
| H木は垂直な線分からなるフラクタル木構造の一種であり、隣接する線分のうち短い方の線分の長さは、長い方の2の平方根倍である。その繰り返されるパターンが英字の"H"を想起させることから、H木と呼ばれる。 そのハウスドルフ次元は2であり、ある長方形内のあらゆる点に任意の近さまで近接します。応用例として、VLSI設計やマイクロ波工学があります。 |

- Brownian tree
- デンドライト
- リヒテンベルク図形
- H木

## References
1. ↑  Michael Betty (1985年4月4日). “Fractals – Geometry between dimensions”. New Scientist, Vol. 105, N. 1450:  pp. 31–35
2. ↑  Benoît B. Mandelbrot (1982). The fractal geometry of nature. W.H. Freeman, 1983. ISBN 0716711869
3. 1 2  Bello, Ignacio; Kaul, Anton; and Britton, Jack R. (2013). Topics in Contemporary Mathematics, p.511. Cengage Learning. ISBN 9781285528892.
4. ↑  Thiriet, Marc (2013). Anatomy and Physiology of the Circulatory and Ventilatory Systems, p.110. Springer Science & Business Media. ISBN 9781461494690.
5. ↑  Lines, M.E. (1994). On the Shoulders of Giants, p.245. CRC Press. ISBN 9780750301039.

## External links
- Fractal Canopies at the Wayback Machine (archived 28 January 2007) from a student-generated Oracle Thinkquest website